# Hypodoxa aurantiacea
Hypodoxa aurantiacea är en fjärilsart som beskrevs av Lucas 1891. Hypodoxa aurantiacea ingår i släktet Hypodoxa och familjen mätare. Inga underarter finns listade i Catalogue of Life.